# Sergej Georgijevič Gorškov
Sergej Georgijevič Gorškov (rusky Сергей Георгиевич Горшков; 26. února 1910, Kamenec Podolský – 13. května 1988, Moskva) byl admirál loďstva Sovětského svazu ruské národnosti, v letech 1956–1985 byl velitelem sovětského námořnictva a náměstkem ministra obrany Sovětského svazu.

## Dílo
- Морская мощь государства. Moskva: Vojenizdat, 1976. Dostupné v archivu pořízeném dne 2008-01-28. S. 463. (rusky) Archivováno 28. 1. 2008 na Wayback Machine.
- Во флотском строю. 1. vyd. Sankt Petěrburg: Логос, 1996. 408 s. ISBN 5-87288-127-4. (rusky) – paměti Gorškova

## Hodnosti
- Kontradmirál – 16. září 1941
- Viceadmirál – 25. září 1944
- Admirál – 3. srpna 1953
- Admirál loďstva – 28. dubna 1962
- Admirál loďstva Sovětského svazu – 28. října 1967

## Řády a vyznamenání
- 2x Hrdina Sovětského svazu (7. května 1965, 21. prosince 1982)[2]
- 7x Leninův řád[1] (26. února 1953, 25. února 1960, 28. dubna 1964, 7. května 1965, 25. února 1970, 21. února 1978, 21. prosince 1982)[2]
- Řád Říjnové revoluce (22. února 1968)[2]
- Řád Ušakova 2. stupně (16. května 1944), 1. stupně (28. června 1945)[2]
- Řád Kutuzova 1. stupně (18. září 1943)[2]
- 4x Řád rudého praporu (3. dubna 1942, 24. července 1943, 6. listopadu 1947, 23. července 1959)[2]
- Řád Vlastenecké války (16. dubna 1985)[2]
- Řád rudé hvězdy (3. listopadu 1944)[2]

a mnohá další, v tom 52 zahraničních.